# Henry Sclater

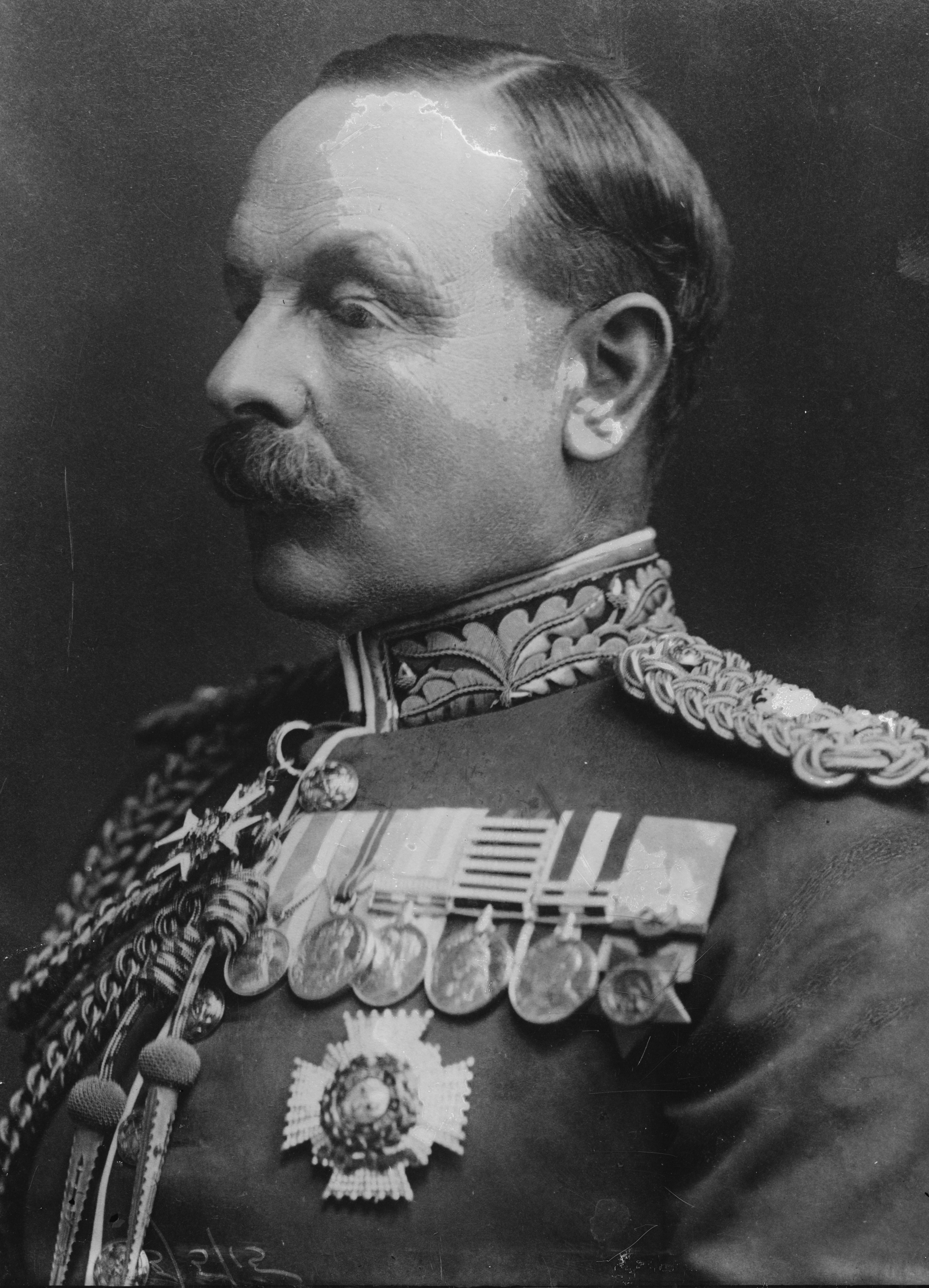
General Henry Sclater

Sir Henry Crichton Sclater, GCB, GBE (* 5. November 1855 in Sussex, England; † 26. September 1923 in Petworth, Sussex, England) war ein britischer General der British Army, der als Generalleutnant während des Ersten Weltkrieges zwischen 1914 und 1916 Generaladjutant des Heeres (Adjutant-General to the Forces) sowie anschließend von 1916 bis 1919 Oberkommandierender des Heereskommandos Süd (Southern Command) und der 1919 zum General befördert wurde. Zuletzt war er zwischen 1919 und 1922 Generalkommandant der Royal Artillery.

## Leben

### Offiziersausbildung, Mahdiaufstand und Zweiter Burenkrieg
Henry Crichton Sclater, zweiter Sohn von Deputy Lieutenant James Henry Sclater und dessen Ehefrau Louisa Catherine Fowler, deren Vater Robert Fowler ebenfalls Deputy Lieutenant einer Grafschaft war, begann nach dem Besuch der Public School in Cheltenham eine Offiziersausbildung an der Royal Military Academy Woolwich. Nach deren Abschluss wurde er 1875 als Leutnant in die Royal Artillery der British Army und 1883 zum Hauptmann befördert. Im Anschluss diente er zwischen 1884 und 1885 als Stabsoffizier und stellvertretender Assistierender Quartiermeister der von Garnet Wolseley kommandierten Gordon Relief Expedition, der sogenannten „Nil-Expedition“, um Generalgouverneur Charles George Gordon im Sudan vor dem Mahdi-Aufstand zu retten. Im Anschluss wurde ihm 1885 der Brevet-Rang eines Majors verliehen, woraufhin er zwischen 1885 und 1886 in Ägypten zunächst bei den Grenztruppen (Frontier Field Force) und anschließend von 1886 bis 1890 stellvertretender Assistierender Generaladjutant des Heerestruppen im Hauptquartier in Kairo war.
Nach seiner Beförderung zum Major 1891 war Sclater zwischen 1892 und 1895 stellvertretender Assistierender Generaladjutant im Hauptquartier der Royal Artillery in Irland und wechselte anschließend von 1895 bis 1898 als stellvertretender Assistierender Generalinspekteur für Unterstützung ins Kriegsministerium (War Office). Nach einer kurzzeitigen Verwendung zwischen 1898 und 1899 Brigademajor der Royal Artillery in der Garnison Aldershot nahm er in Südafrika am Zweiten Burenkrieg (11. Oktober 1899 bis 31. Mai 1902) teil. Dort war er anfangs zwischen 1899 und 1900 Stabsoffizier der Royal Artillery sowie zuletzt von 1900 bis 1902 Assistierender Generaladjutant und Oberst im Stab der Royal Artillery. In dieser Verwendung wurde er 1900 zum Oberstleutnant befördert und erhielt zudem den Brevet-Rang eines Obersts. Zum Ende des Burenkrieges wurde er 1902 Companion des Order of the Bath (CB) und erhielt zugleich seine Beförderung zum Oberst. Im Anschluss war er zwischen 1902 und 1904 erst stellvertretender Generaldirektor für Unterstützung sowie 1904 kurzzeitig Direktor für Artillerie im Kriegsministerium.

### Britisch-Indien, Erster Weltkrieg und Aufstieg zum General
Im Mai 1904 wurde Henry Sclater wieder nach Britisch-Indien versetzt und löste dort Generalmajor James Wolfe Murray als Generalquartiermeister der Britisch-Indischen Armee ab. Er verblieb auf diesem Posten bis zu seiner Ablösung durch Gerald Kitson im November 1908 und wurde in dieser Verwendung 1906 ebenfalls zum Generalmajor befördert. Er selbst übernahm daraufhin im November 1908 von Generalleutnant Edward Locke Elliot den Posten als Kommandeur der in Lucknow stationierten 8. Division (8th (Lucknow) Division) und wurde dort im Juni 1909 von Generalleutnant Bryan Mahon abgelöst. Danach wurde er im Juli 1909 als Nachfolger von Generalmajor Ralph Arthur Penrhyn Clements neuer Kommandeur der in Quetta stationierten 4. Division (4th (Quetta) Division) der Indian Army. Diesen Dienstposten hatte er bis zu seiner Ablösung durch Generalleutnant Malcolm Henry Stanley Grover im November 1912 inne und wurde dort 1911 ebenfalls zum Generalleutnant befördert.
Henry Crichton Sclater wurde am 3. Juni 1913 zum Knight Commander des Order of the Bath geschlagen und führte seither den Namenszusatz „Sir“. Wenige Monate vor Beginn des Ersten Weltkrieges löste Generalleutnant Sclater im April 1914 Generalleutnant Spencer Ewart als Generaladjutant des Heeres (Adjutant-General to the Forces) und war als solcher bis zu seiner Ablösung durch General Nevil Macready im Februar 1916 auch Mitglied des Heeresrates (Army Council). Für seine Verdienste in dieser Zeit wurde ihm am 22. Februar 1916 auch zum Knight Grand Cross des Order of the Bath (GCB) erhoben. Zuletzt übernahm er im März 1916 von Generalleutnant William Pitcairn Campbell den Posten als Oberkommandierender des in Tidworth Camp stationierten Heereskommandos Süd (Southern Command) und hatte diese Funktion bis Juni 1919 inne, woraufhin General George Montague Harper seine dortige Nachfolge antrat. Am 1. Januar 1919 wurde er zudem zum Knight Grand Cross des Order of the British Empire (GBE) erhoben und er wurde auch zum General befördert. Zuletzt war er von 1920 bis zu seinem Eintritt in den Ruhestand Generalkommandant der Königlichen Artillerie (Commandant General of the Royal Artillery).
Am 12. Juni 1884 heiratete Sclater Edith Hariet Barttelot, Tochter des langjährigen Unterhausabgeordneten Walter Barttelot, 1. Baronet, die 1918 selbst zur Dame Commander des Order of the British Empire (DBE) geschlagen wurde. Die Ehe blieb kinderlos.